# Андре Кампос Морейра
Андре Кампуш Морейра (англ. André Campos Moreira, нар. 2 грудня 1995, Рібейру, Портуґалія) — португальський футболіст, воротар команди «Атлетіко Мадрид».
Є вихованцем своєї місцевої команди ФК Рібейру. У серпні 2014 року, після вражаючого виступу з юнацькою збірною Португалії на Чемпіонаті Європи з футболу 2014 серед юнаків віком до 19 років уклав угоду з мадридською командою на відтин часу у 6 років.